# Nati nel 1679
| Questa pagina contiene informazioni ricavate automaticamente dalle voci biografiche con l'ausilio del template Bio e di un bot. L'aggiornamento è periodico e automatico e ricostruisce completamente la pagina. Se manca una persona in questa lista, sei pregato di non aggiungerla, ma accertati piuttosto che la sua voce biografica contenga il template Bio e che i dati anagrafici siano correttamente compilati. Se il template Bio manca, inseriscilo tu stesso o, in alternativa, metti l'avviso {{tmp\|Bio}} che ne segnala la mancanza. Se i dati riportati sono sbagliati, correggi direttamente la voce biografica; le modifiche saranno visibili in questa lista entro pochi giorni. Per chiarimenti vedi il progetto biografie. La lista contiene solo le 99 persone che sono citate nell'enciclopedia e per le quali è stato implementato correttamente il template Bio. Pagina aggiornata al 28 dic 2024. |

## Gennaio(9)
- 5 gennaio - Pietro Filippo Scarlatti, compositore e organista italiano († 1750)
- 6 gennaio - Gaspar de Molina y Oviedo, cardinale e vescovo cattolico spagnolo († 1744)
- 15 gennaio - Giuseppe Pinzani, pittore italiano († 1740)
- 16 gennaio - Bartolomeo Intieri, agronomo italiano († 1757)
- 17 gennaio - Carlo III Guglielmo di Baden-Durlach, nobile († 1738)
- 17 gennaio - Ignaz Stern, pittore austriaco († 1748)
- 19 gennaio - Girolamo Chiti, compositore italiano († 1759)
- 24 gennaio - Christian Wolff, filosofo e giurista tedesco († 1754)
- 27 gennaio - Jean-François de Troy, pittore francese († 1752)

## Febbraio(6)
- 1º febbraio - Francesco Ricci, cardinale italiano († 1755)
- 3 febbraio - Isacco Lampronti, rabbino, medico e filosofo italiano († 1756)
- 16 febbraio - Federico Guglielmo di Sassonia-Meiningen, duca tedesco († 1746)
- 19 febbraio - Carlo Leopoldo Calcagnini, cardinale italiano († 1746)
- 22 febbraio - Francesco Pertusati, arcivescovo cattolico italiano († 1752)
- 26 febbraio - Claude-François Poullart des Places, presbitero francese († 1709)

## Marzo(3)
- 18 marzo - Giuseppe Maria del Carretto, politico e militare italiano († 1759)
- 27 marzo - Maximilian Ulrich von Kaunitz, diplomatico e politico austriaco († 1746)
- 27 marzo - Domenico Lalli, librettista italiano († 1741)

## Aprile(8)
- 7 aprile - Vincenzo Antonio Alemanni Nasi, arcivescovo cattolico, letterato e diplomatico italiano († 1735)
- 7 aprile - Bernardino Zendrini, ingegnere italiano († 1747)
- 8 aprile - Matteo Trigona, arcivescovo cattolico italiano († 1753)
- 12 aprile - Abraham Bedros I Ardzivian, patriarca cattolico armeno († 1749)
- 16 aprile - Jacques Roergas de Serviez, scrittore francese († 1727)
- 24 aprile - Francesco Mancini, pittore italiano († 1758)
- 29 aprile - Marc de Beauvau, principe di Craon, nobile e politico francese († 1754)
- 30 aprile - Giuseppe di Lorena, conte di Harcourt, nobile francese († 1739)

## Maggio(5)
- 4 maggio - Elisabeth Helene von Vieregg, nobildonna danese († 1704)
- 7 maggio - Hannibal Alphons von Porcia, nobile e politico austriaco († 1737)
- 15 maggio - Giuseppe Maria Casotti, archivista e storico italiano († 1740)
- 27 maggio - Leopoldo Antonio Eleuterio Firmian, arcivescovo cattolico austriaco († 1744)
- 27 maggio - Leopoldina Eleonora del Palatinato-Neuburg, nobile tedesca († 1693)

## Giugno(1)
- 4 giugno - Charles de Carteret, nobile († 1715)

## Luglio(5)
- 1º luglio - Giovanni Benedetto Borromeo Arese, nobile e imprenditore italiano († 1744)
- 6 luglio - Domingo Polou, arcivescovo cattolico spagnolo († 1756)
- 10 luglio - Alessandro Politi, filologo, teologo e umanista italiano († 1752)
- 18 luglio - Nicolò Cattaneo Della Volta, doge († 1751)
- 24 luglio - Philipp Gerlach, architetto tedesco († 1748)

## Agosto(5)
- 1º agosto - Pietro Domenico Olivero, pittore italiano († 1755)
- 2 agosto - Louis Henri de La Tour d'Auvergne, nobile francese († 1753)
- 7 agosto - Benedetto Erba Odescalchi, cardinale italiano († 1740)
- 16 agosto - Catharine Trotter Cockburn, filosofa, drammaturga e scrittrice inglese († 1749)
- 29 agosto - Franz Konrad von Stadion und Thannhausen, vescovo cattolico tedesco († 1757)

## Settembre(4)
- 1º settembre - Thomas Parnell, poeta irlandese († 1718)
- 9 settembre - Pompeo Campana, tipografo italiano († 1743)
- 11 settembre - Leopoldo di Lorena, duca francese († 1729)
- 29 settembre - Konstantin von Buttlar, abate tedesco († 1726)

## Ottobre(9)
- 2 ottobre - Alvise Foscari, patriarca cattolico italiano († 1758)
- 2 ottobre - Simpert Kramer, architetto tedesco († 1753)
- 8 ottobre - Michael Johann von Althann, nobile e politico austriaco († 1727)
- 8 ottobre - Francesco Baccari, vescovo cattolico italiano († 1736)
- 16 ottobre - Jan Dismas Zelenka, compositore ceco († 1745)
- 18 ottobre - Antonio Chiusole, geografo italiano († 1755)
- 20 ottobre - Samuel von Cocceji, giurista tedesco († 1755)
- 20 ottobre - Anton Johan Wrangel il vecchio, ammiraglio svedese († 1762)
- 23 ottobre - Maddalena Augusta di Anhalt-Zerbst, nobile († 1740)

## Novembre(7)
- 1º novembre - Johann Georg von Königsfeld, politico austriaco († 1750)
- 11 novembre - Giacomo Oddi, cardinale e arcivescovo cattolico italiano († 1770)
- 12 novembre - Firmin Abauzit, scrittore e teologo francese († 1767)
- 12 novembre - Thomas Philip Wallrad d'Alsace-Boussut de Chimay, cardinale e arcivescovo cattolico belga († 1759)
- 19 novembre - Francesco De Sanctis, architetto italiano († 1731)
- 27 novembre - Thomas Onslow, II barone Onslow, politico inglese († 1740)
- 29 novembre - Antonio Farnese, nobile italiano († 1731)

## Dicembre(7)
- 11 dicembre - Pier Antonio Micheli, botanico italiano († 1737)
- 21 dicembre - Christoph Helwig junior, medico tedesco († 1714)
- 22 dicembre - William Gordon, II conte di Aberdeen, nobile e politico scozzese († 1745)
- 23 dicembre - Gioacchino Besozzi, cardinale italiano († 1755)
- 24 dicembre - Domenico Sarro, compositore italiano († 1744)
- 29 dicembre - Vittorio Amedeo Seyssel marchese di Aix, generale italiano († 1754)
- 31 dicembre - Hermann Carl von Ogilvy, generale e politico boemo († 1751)

## Senza giorno specificato(30)
- Charles Churchill, generale e politico inglese († 1745)
- Michał Zdzisław Zamoyski, nobile e politico polacco († 1735)
- Sataliviti, brigante italiano († 1706)
- Gabriel Allegrain, scultore francese († 1748)
- James Anderson, religioso scozzese († 1739)
- Dominique Anel, medico francese († 1730)
- Mary Bentinck, nobildonna inglese († 1726)
- James Berkeley, III conte di Berkeley, ammiraglio britannico († 1736)
- Giuseppe Antonio Bocchi, presbitero italiano († 1770)
- Davide II di Cachezia, re († 1722)
- Pietro Castrucci, compositore e violinista italiano († 1751)
- Francesco Ferdinandi, pittore italiano († 1740)
- Martin Frantz, architetto estone († 1742)
- Henry Hawley, generale inglese († 1759)
- Peder Horrebow, astronomo danese († 1764)
- Jean-Baptiste Alexandre Le Blond, architetto francese († 1719)
- Ramon de Marimon, vescovo cattolico spagnolo († 1744)
- Francesco Paolo Masullo, cantante italiano († 1733)
- Claudius Innocentius du Paquier,  austriaco († 1751)
- Bonifacio Petrone, cantante e attore teatrale italiano († 1734)
- Antoine-Denis Raudot, funzionario e geografo francese († 1737)
- Giovanni Francesco Richelmi, teologo e gesuita italiano († 1751)
- Woodes Rogers, corsaro britannico († 1732)
- Thomas Salmon, storico e geografo britannico († 1767)
- Giovan Battista Sassi, pittore italiano († 1762)
- Procopio Serpotta, scultore e stuccatore italiano († 1756)
- Tachibana Morikuni, pittore e incisore giapponese († 1748)
- Nicola Terzago, vescovo cattolico italiano († 1761)
- Diana de Vere, nobildonna inglese († 1742)
- Seyyid Hasan Pascià, politico e militare ottomano († 1748)